# Kanton Le Mayet-de-Montagne
Der Kanton Le Mayet-de-Montagne war bis 2015 ein französischer Wahlkreis im Arrondissement Vichy, im Département Allier und in der Region Auvergne. Er umfasste elf Gemeinden, sein Hauptort (frz.: chef-lieu) war Le Mayet-de-Montagne. Die landesweiten Änderungen in der Zusammensetzung der Kantone brachten im März 2015 seine Auflösung. Sein letzter Vertreter im conseil général des Départements war François Szypula.

## Gemeinden
| Gemeinde                | Einwohner Jahr | Fläche km² | Bevölkerungsdichte | Code INSEE | Postleitzahl |
| ----------------------- | -------------- | ---------- | ------------------ | ---------- | ------------ |
| Arronnes                | 372 (2013)     | –          | – Einw./km²        | 03008      | 03250        |
| La Chabanne             | 192 (2013)     | –          | – Einw./km²        | 03050      | 03250        |
| Châtel-Montagne         | 380 (2013)     | –          | – Einw./km²        | 03066      | 03250        |
| Ferrières-sur-Sichon    | 566 (2013)     | –          | – Einw./km²        | 03113      | 03250        |
| La Guillermie           | 133 (2013)     | –          | – Einw./km²        | 03125      | 03250        |
| Laprugne                | 328 (2013)     | –          | – Einw./km²        | 03139      | 03250        |
| Lavoine                 | 159 (2013)     | –          | – Einw./km²        | 03141      | 03250        |
| Le Mayet-de-Montagne    | 1.457 (2013)   | –          | – Einw./km²        | 03165      | 03250        |
| Nizerolles              | 351 (2013)     | –          | – Einw./km²        | 03201      | 03250        |
| Saint-Clément           | 325 (2013)     | –          | – Einw./km²        | 03224      | 03250        |
| Saint-Nicolas-des-Biefs | 176 (2013)     | –          | – Einw./km²        | 03248      | 03250        |